# Kedunganyar
Kedunganyar is een bestuurslaag in het regentschap Gresik van de provincie Oost-Java, Indonesië. Kedunganyar telt 2816 inwoners (volkstelling 2010).